# عمر البنا (شاعر)
شاعر سوداني، يعتبر من أعمدة غناء الحقيبة حيث تغنى بقصائده الغنائية معظم مغني تلك الحقبة، اسماه النقاد «مخاطب النسيم» لكثرة ذكره النسيم في أغانيه، والده العالم والشاعر محمد عمر البنا وأخوه الشاعر والمعلم عبد الله محمد عمر البنا.

## الميلاد والنشأة
هو عمر محمد عمر البنا من أبناء آل البنا- من الاسر الأمدرمانية - ولد في مطلع القرن العشرين بالتحديد في العام 1900م، سمي تيمنا بجده عمر البنا والده محمد عمر البنا كان عالما وشاعرا ومن اوائل السودانيين الذين تخرجوا في الأزهر إبان العهد التركي بدأ تعليمه في خلوة والده محمد عمر البنا، بمدينة امدرمان التي درس فيها القرآن الكريم، ودرس الاولية في مدرسة والده أيضا، بعدها التحق بمدرسة أمدرمان الأميرية ثم كلية غردون التذكارية، ثم سافر بعد ذلك إلى مدينة رفاعة ليشرف على أعمال والده، حيث امتهنت الأسرة الزراعة والرعي. أحب عمر البنا المراعي والصيد والقنص، وتأثرت قصائده بذلك.

## مسيرته الفنية
عمر البنا كتب شعر «الدوبيت» وعمره خمسة عشر عاما، كانت أول محاولاته في كتابة أغاني الحقيبة قصيدة «زدني في هجراني» التي قام بتلحينها مع الفنان عبد الكريم كرومة، وجدت الأغنية قولا جماهريا كبيرا، فحجز بها عمر مكانته مبكرا بين شعراء الصف الأول في الحقيبة. قام الشاعر الغنائي عبد الرحمن الريح بمجاراة قصيدة «زدني في هجراني» بأغنية (غيبت عن انساني)، وحسب النقاد أدت تلك المجاراة إلى خلق روح المنافسة بين عمر البنا وعبد الرحمن الريح الذي جاراه في أكثر من عشرة قصائد. كان يكتب الشعر الغنائي ويلحنه، كما كان صوته جميلا، فغنى أربعة أغاني بصوته، الا انه فضل التركيز على كتابة الشعر ولم يواصل الغناء. سماه النقاد «مخاطب النسيم وبريده» في إشارة إلى القصائد التي تغنى بها للنسيم وشبهوه بحامل البريد الذي يحمل النسيم للعشاق بعد أن يخاطبه، من امثلة ذلك أغانيه: نسيم الروض زورني في الماسية، نسيم سحرك لو يسري، النسيم الفايح طيبة في رؤياك، نسايم الليل وغيرها من الأغاني. عمر البنا كان معجبا بالشاعر الغنائي صالح عبد السيد أبو صلاح وقد جاراه في أكثر من قصيدة منها: (طبعا يهواك) التي وضع كلماتها أبو صلاح وجاراه عمر البنا بقصيدة (نعيم الدنيا)، وتغني البنا بأغنيتين من أغاني صالح عبد السيد وقام بتسجيلهما في اسطوانات وهما (وصف الخنتيلا)، (يا ربيع في روض الزهور).

## من قصائده الغنائية[3]
- زيدنى في هجرانى
- نسايم الليل
- نعيم الدنيا
- نسيم سحرك لو يسري
- النسيم الفايح طيبة في رؤياك
- انهضوا يا شباب
- الحارس مالنا ودمنا
- جنود الوطن
- زهرة الروض الظليل
- جاني طيفك
- في الطيف أو في الصحيان
- انا صادق في حبك
- إمتى أرجع لأم در وأعودا
- الهلال هلا، كتبها ترحيبا بالفنانة المصرية أم كلثوم عند زيارتها السودان.

### فنانون تغنوا بأغاني عمر البنا
- عبد الكريم كرومة
- محمد أحمد سرور
- الأمين برهان
- فيصل الخير

#### أغاني غناها بصوته
- وصف الخنتيلة
- جيت يا قمر
- يا ربيع في روض الزهور
- من قليبو الجافى

## وفاته
توفي عمر البنا في العام 1989عن عمر يناهز الثامنة والثمانين.